# Stara Zbelutka
Stara Zbelutka – wieś w Polsce położona w województwie świętokrzyskim, w powiecie kieleckim, w gminie Łagów.
Do 1954 roku siedziba gminy Gęsice. W latach 1975–1998 miejscowość położona była w województwie kieleckim.
Od 1 I do 8 XII 1973 Chojny i Kędziorka w gminie Iwaniska (w sołectwie  Stara Łagowica).

## Części wsi
| SIMC    | Nazwa               | Rodzaj     |
| ------- | ------------------- | ---------- |
| 0248088 | Chojny              | przysiółek |
| 0248036 | Góry                | część wsi  |
| 0248071 | Kędziorka           | przysiółek |
| 0248042 | Majorat             | część wsi  |
| 0248059 | Poddanie            | część wsi  |
| 0248065 | Poduchowne          | część wsi  |
| 0248094 | Zbelutka-Stara Wieś | przysiółek |

## Historia
W starych dokumentach wieś wymieniana jako: Sbiluthow, Sbilythka, Zbilutka, Zbeludka.
Lokowana przed rokiem 1382, kiedy to biskup włocławski Zbylut       sprzedał za 20 seksagen groszy pragskich młyn, zwany Brodzyn, z sadzawką na Łagowicy, sołtysowi zbylutowskiemu Tomisławowi ze Złotnik. Zbylut był prawdopodobnie założycielem parafii i fundatorem drewnianego kościoła parafialnego pw. Św. Doroty.
Według Jana Długosza pod koniec XV wieku we wsi było 30 łanów kmiecych, sołectwo osadzone na 3 łanach oraz 3 karczmy z rolami. Kmiecie opłacali czynsz o nieznanej wysokości, oraz łącznie po jednym wiardunku obiednego, odrabiali po jednym dniu w tygodniu bydłem. Owsa, sera dawać nie mieli, ale za to po 3 koguty i 30 jaj i pół kwarty maku. Dziesięcina wytyczna i konopna oddawana była biskupstwu włocławskiemu. Pleban ma role i łąki. Sołtys zobowiązany był do służby wojskowej i płacenia jednego wiardunku obiednego, miał też własny młyn. Dziesięcina wytyczna z sołectwa pobierana przez plebana w Baćkowicach. Dziesięcina wytyczna z folwarku biskupiego przeznaczona dla plebana w Zbelutce.
Na początku XVI wieku w Zbelutce było 6 łanów osiadłych, płacono czynsz w wysokości 18. groszy, dawano 6 korczyków owsa, dziesięcina wyniosła 5 grzywien i jeden wiardunek. Z dwóch karczem płacą dwie grzywny i jeden wiardunek. W inwentarzu z roku 1534 wyszczególniono: łanów osiadłych 7½, pustych 15½, folwark biskupi. Kmiecie osiadli płacili po 18 groszy czynszu i dawali po 6 korczyków owsa, 3 kapłony i 30 jaj. Pracują po jeden dzień w tygodniu. Wójt płacił obiednego jeden wiardunek. Dziesięcina z całej wsi wynosiła 10 grzywien. Regestr poborowy Województwa sandomierskiego z roku 1578 wylicza we wsi: 16. osadników, 12 łanów, 2. zagrodników, 1. komornika, 1. rzemieślnika oraz dwa łany sołtysie. W 1598 r. we wsi 20. kmieci osadzonych na rolach. Sołectwo osadzone na dwóch łanach posiadał Jan Kęmpicki. 
W roku 1727 Krzysztof Antoni Szembek, mając na względzie zasługi wobec siebie szlachetnie urodzonego Sebastiana Olszewskiego, za zgodą kapituły katedralnej, oddaje wspomnianej i przyszłej małżonce, pod pewnymi warunkami i dożywotnio, sołectwo Zbelutka. 
W wieku XVIII w części należącej do dworu stały dwór i karczma. We wsi było: 44 chałup gospodarzy, 5 chałup kmieci bez ogrodów i gruntów, razem dymów wiejskich 54, zamieszkałych ogółem przez 193 osoby. W części należącej do plebana, wyliczono 4 dymy, chałup gospodarzy 10, chałup bez gruntu 3, zamieszkałych przez 50 osób. 
Na mapie Galicji Zachodniej wieś oszacowano na 75 domów, 80 mężczyzn i 20 koni.
W 1827 r. było tu 73 domy i 388 mieszkańców, w 1895: 101 domów, 595 mieszkańców, 1412 mórg włościańskich, 352 morgi folwarczne, wchodzące w skład majoratu generała Uszakowa. Było również 151 morgów folwarku prywatnego.
W roku 1921 wyszczególniono:
- wieś Zbielutka. Było tu 148 budynków z przeznaczeniem mieszkalnym oraz 754 mieszkańców (365 mężczyzn i 389 kobiet)
- kolonię Zbielutka Majorat , gdzie naliczono 19 budynków z przeznaczeniem mieszkalnym oraz 113 mieszkańców (55 mężczyzn i 58 kobiet). Wszyscy podali narodowość polską
- kolonię Zbielutka Poduchowna, gdzie naliczono 10 budynków z przeznaczeniem mieszkalnym oraz 61 mieszkańców (30 mężczyzn i 31 kobiet). Narodowość polską podało 50 osób, a 11 żydowską[9].

## Obiekty zabytkowe
- zespół kościoła parafialnego:
  - kościół parafialny pw. Świętej Doroty, wpisany do rejestru zabytków nieruchomych (nr rej.: A.409 z 26.01.1957 i z 15.04.1967)[10]. Wzniesiony w stylu klasycystycznym na początku XIX wieku. W czasie II wojny światowej zdewastowany przez okupantów niemieckich, którzy urządzili w nim stajnię dla koni. W latach powojennych odrestaurowany. Z pierwotnego wyposażenia zachował się jeden z ołtarzy bocznych zbudowany z piaskowca oraz postrzelany krucyfiks.
  - dzwonnica, 1835 r.
  - ogrodzenie kościoła, 1835 r.
  - cmentarz przykościelny w terenie ogrodzenia kościoła
- zespół cmentarza parafialnego: 
  - teren cmentarza, (nr rej.: A.410/1-2 z 25.05.1992)[10]
  - kaplica, murowana, (nr rej.: j.w.)[10]
- dom drewniany z 1. ćw. XX w.
- 2 domy drewniane z lat 20. XX w.
- 3 domy drewniane z lat 30. XX w.
- obora, około 1930 r.
- piwnica, murowano-ziemna, lata 30. XX w.[11]

## Demografia
Wykres liczby ludności Starej Zbelutki od 1827 roku:
Źródła:,

## Współcześnie
Podział na Nową Zbelutkę i Starą Zbelutkę dokonał się po roku 1952. Sołectwo Stara Zbelutka tworzą wsie: Zbelutka–Stara Wieś, Góry, Poddanie i Kędziorka. W składzie Nowej Zbelutki znalazły się: Garbacz, Kozłów, Niwa. 
Okoliczne pola posiadają nazwy: Dworskie, Stronia, Glinki, Stachów Dół, Chojny, Sachta, Mieksyn, Plebańskie.
W 1992 r. we wsi było 140 zagród i 660,95 ha. gruntów. Spis powszechny z czerwca 2011 r. wykazał 493 mieszkańców. 